# Сёгор, Мортен
Мо́ртен Сёгор (норв. Morten Søgård; род. 3 декабря 1956, Брумунддал, Хедмарк) — норвежский кёрлингист.
В составе мужской сборной Норвегии участвовал в демонстрационном турнире по кёрлингу на зимних Олимпийских играх 1988; норвежцы стали победителями мужского турнира.
С 2012 является президентом Ассоциации кёрлинга Норвегии (норв. Norges Curlingforbund).

## Достижения
- Зимние Олимпиады: золото (1988)[3].
- Чемпионат мира по кёрлингу среди мужчин: золото (1988), бронза (1987, 1989).
- Чемпионат Европы по кёрлингу: серебро (1983, 1987, 1988), бронза (1984).
- Чемпионат Норвегии по кёрлингу среди мужчин: золото (1974, 1982, 1987, 1988, 1989).

## Команды
| Сезон   | Четвёртый        | Третий         | Второй         | Первый                           | Запасной               | Турниры                      |
| ------- | ---------------- | -------------- | -------------- | -------------------------------- | ---------------------- | ---------------------------- |
| 1973—74 | Шур Лоэн         | Ханс Беккелунн | Мортен Сёгор   | Ханс Экельсруд                   |                        | ЧМ 1974 (9 место)            |
| 1975—76 | Шур Лоэн         | Мортен Сёгор   | Ханс Беккелунн | Roar Rise                        |                        | ЧМЮ 1976                     |
| 1976—77 | Шур Лоэн         | Мортен Сёгор   | Ханс Беккелунн | Roar Rise                        |                        | ЧМЮ 1977 (4 место)           |
| 1977—78 | Шур Лоэн         | Мортен Сёгор   | Дагфинн Лоэн   | Roar Rise                        |                        | ЧЕ 1977 (5 место)            |
| 1977—78 | Шур Лоэн         | Мортен Сёгор   | Roar Rise      | Tom Søgaard                      |                        | ЧМЮ 1978 (4 место)           |
| 1981—82 | Шур Лоэн         | Мортен Сёгор   | Мортен Скёуг   | Дагфинн Лоэн                     | тренер: Кристиан Сёрум | ЧМ 1982 (5 место)            |
| 1983—84 | Кристиан Сёрум   | Мортен Сёгор   | Дагфинн Лоэн   | Мортен Скёуг                     |                        | ЧЕ 1983                      |
| 1984—85 | Кристиан Сёрум   | Мортен Сёгор   | Мортен Скёуг   | Дагфинн Лоэн                     | тренер: Бо Бакке       | ЧМ 1985 (6 место)            |
| 1986—87 | Эйгиль Рамсфьелл | Шур Лоэн       | Мортен Сёгор   | Бо Бакке                         |                        | ЧМ 1987                      |
| 1987—88 | Эйгиль Рамсфьелл | Шур Лоэн       | Мортен Сёгор   | Бо Бакке                         | Гуннар Меланд (ЗОИ)    | ЧЕ 1987 · ЗОИ 1988 · ЧМ 1988 |
| 1988—89 | Эйгиль Рамсфьелл | Шур Лоэн       | Мортен Сёгор   | Дагфинн Лоэн (ЧЕ), Бо Бакке (ЧМ) | Мортен Скёуг (ЧМ)      | ЧЕ 1988 · ЧМ 1989            |
| 2011—12 | Эйгиль Рамсфьелл | Шур Лоэн       | Мортен Сёгор   | Дагфинн Лоэн                     | Стейн Меллемсетер      | ЧМВ 2012 (4 место)           |

(скипы выделены полужирным шрифтом)